# فرانکی-دانبرووا
فرانکی-دانبرووا (به لهستانی:  Franki-Dąbrowa) یک روستا در لهستان است که در گمینا کوبلین-بوژمه واقع شده‌است.